# Stephen Thompson Jr.
Pour les articles homonymes, voir Thompson.
Stephen « Stevie » Thompson Jr., né le 23 mars 1997 à Torrance,en  Californie, est un joueur américano-portoricain de basket-ball. Il évolue au poste d'arrière.

## Biographie

### Carrière universitaire
Entre 2015 et 2019, il joue pour les Beavers à l'université d'État de l'Oregon.

### Carrière professionnelle

#### Herd du Wisconsin (oct. - nov. 2019)
Le 20 juin 2019, lors de la draft 2019 de la NBA, automatiquement éligible, il n'est pas sélectionné. Il participe à la NBA Summer League 2019 de Las Vegas avec les Mavericks de Dallas. En trois matches, il a des moyennes de 4,3 points, 0,3 rebond, 0,3 passe décisive et 0,3 interception en 8 minutes par match.
Le 26 octobre 2019, il est sélectionné à la 2e position du second tour de la draft 2019 de la G-League par le Herd du Wisconsin en G-League.
Le 5 novembre 2019, il est libéré de son contrat par le club.

#### BayHawks d'Érié (fév. - mars 2020)
Le 3 février 2020, il rejoint l'équipe des BayHawks d'Érié en G-League.
Le 14 février 2020, après un match, il est libéré de son contrat par le club.
Le 9 mars 2020, il revient chez les BayHawks.

#### Stella Azzurra Roma (2020-2021)
Le 1er août 2020, il part en Europe et signe avec le club italien du Stella Azzurra Roma (en) qui évolue en deuxième division du championnat italien.

#### Reggio Emilia (2021-2022)
Le 16 juillet 2021, il reste en Italie et signe un contrat de deux ans (dont une année d'option) avec le club du Reggio Emilia en première division du championnat italien.

## Statistiques

### Universitaires
Les statistiques en matchs universitaires de Stephen Thompson Jr. sont les suivantes :
| Saison    | Équipe       | Matchs | Titul. | Min./m | % Tir | % 3pts | % LF | Rbds/m. | Pass/m. | Int/m. | Ctr/m. | Pts/m. |
| --------- | ------------ | ------ | ------ | ------ | ----- | ------ | ---- | ------- | ------- | ------ | ------ | ------ |
| 2015-2016 | Oregon State | 32     | 5      | 21,7   | 40,5  | 37,5   | 69,1 | 1,91    | 0,81    | 1,16   | 0,34   | 10,62  |
| 2016-2017 | Oregon State | 26     | 26     | 36,2   | 39,7  | 34,1   | 63,4 | 4,27    | 3,04    | 1,42   | 0,15   | 16,31  |
| 2017-2018 | Oregon State | 32     | 32     | 36,6   | 46,1  | 34,8   | 65,7 | 3,12    | 3,25    | 1,72   | 0,34   | 15,78  |
| 2018-2019 | Oregon State | 31     | 31     | 36,6   | 42,8  | 30,8   | 75,5 | 4,19    | 3,23    | 1,55   | 0,13   | 16,06  |
| Total     |              | 121    | 94     | 32,6   | 42,5  | 34,0   | 68,1 | 3,32    | 2,55    | 1,46   | 0,25   | 14,60  |

## Palmarès
- Second-team All-Pac-12 (2019)

## Vie privée
Il est le fils de l'ancien joueur NBA Stephen Thompson (en) et d'Amy Thompson. Son frère, Ethan, a également joué pour les Beavers d'Oregon State.